# Ралф Ферман
Ралф Ферман, роден на 27 септември 1988 в Карлмарксщат, е немски вратар, който играе за отбора на Шалке 04.

## Клубна кариера

### Ранни години в Кемниц
Ферман започва кариерата си на вратар в младежката формация на Фортуна Кемниц, за която той играе 3 години до 1998 г. Съгледвачите на Кемницер ФЦ забелязват добрите му изяви и го привличат през 1998 г. Там той остава 5 години, за да премине през 2003 г. в Шалке 04.

### Ранни години в Шалке 04
Също както в Кемниц така и в Гелзенкирхен Ферман се превръща в титуляр. На 19 ноември 2005 г. е привлечен от Ралф Рангник в състава на мъжкия отбор за първенството, когато е още на 17 години, но не получава шанс за изява. През сезона 2006/07 той е титулярния вратар на младежите U-19, а през зимата е повикан в професионалния отбор.

### Професионален договор с Шалке 04
След преминаването на титулярния вратар Франк Рост в Хамбургер през януари 2007 г., Ферман подписва професионален договор до 30 юни 2009, но през сезона 2006/07 остава без изигран мач. През сезон 2007/2008 е трети вратар след Мануел Нойер и Матиас Шобер, но играе без прекъсване в Оберлига Вестфалия за втория отбор на Шалке, който в края на сезона се изкачва в Регионаллига Запад. Неговият дебют в Първа Бундеслига е през сезон 2008/09 в дербито срещу Борусия Дортмунд на 13 септември 2008 г., завършило 3:3, тъй като и Нойер и Шобер са контузени. За първенството записва общо три мача, както по един в Купата на Германия и в Лига Европа.

### Айнтрахт Франкфурт
Имайки предвид минималните си шансове за игра редом с несменяемия номер едно Мануел Нойер, Ферман не удължава изтичащия си през лятото на 2009 договор с Шалке 04, а подписва за новия сезон 2009/10 договор до 30 юни 2012 г. с Айнтрахт Франкфурт. Контузия го изважда бързо от сметките на треньора Михаел Скибе, който продължава да ползва Ока Николов като титулярен вратар. Успява да се завърне в игра едва в 12-ия кръг при гостуване на Байер Леверкузен, когато получава четири гола. Следващия сезон 2010/11 при треньора Кристоф Даум играе от март 2011 г. като твърд титуляр, но Айнтрахт изпада във Втора Бундеслига.

### Завръщане в Шалке 04
През лятото на 2011 Шалке 04 отново привлича Ферман в редиците си на мястото на преминалия в Байерн Мюнхен национален вратар Мануел Нойер. Той подписва четиригодишен договор до 30 юни 2015 г. Повторният му дебют за Шалке е Суперкупата на Германия, където отбора играе като носител на Купата на Германия срещу шампиона Борусия Дортмунд и печели мача след изпълнение на дузпи. В 9-ия кръг на сезон 2011/12 в мач срещу Кайзерслаутерн Ферман отново къса кръстни връзки и отсъства от игра за няколко месеца. След възстановяването му останалите вратари Ларс Унерщал, Тимо Хилдебранд и Матиас Шобер са предпочитани пред него. През сезона 2012/13 Ферман играе само във втория отбор на Шалке. По време на една продължителна контузия на Унерщал той се утвърждава като втори вратар след Хилдебранд. След почти две години без мач при професионалните футболисти в началото на сезона 2013/14 е планувано да играе в мач за Купата срещу Дармщат 98, но отпада поради контузия. Завръщането му в професионалния футбол е в 9-ия кръг е за победата като гост с 2:3 над Айнтрахт Брауншвайг, тъй като Хилдебранд страда от лумбаго. Контузиите на Хилдебранд продължават и така Ферман на 26 ноември 2013 прави първия си мач в Шампионската лига при 0:0 срещу Стяуа. Чрез убедителните си изяви той успява да измести Хилдебранд от титулярното място и така шест години след дебюта си през 2008 г. е първи вратар на Шалке 04.
Ферман играе много силно през сезон 2013/14, а Шалке записва най-добрия си пролетен полусезон в историята. В началото на май 2014 договора му бива преподписан до 30 юни 2019 г., а през лятото на 2014 феновете на отбора го определят в гласуване за Играч на сезона 2013/14. Ферман е титулярен вратар и на старта на сезон 2014/15 и играе несменяемо през целия есенен полусезон, докато не се контузва в началото на пролетния. Контузията му позволява да се появи в игра едва през 27-ия кръг. На 16 октомври 2015 договорът му бива удължен с още една година до 2020 г. През целия сезон 2015/16 играе във всички мачове от първенството и Лига Европа. Той е несменяем титуляр и в началото на сезон 2016/17.

## Национален отбор
От 2003 до 2004 Ферман играе пет мача за U-16 националния отбор. След това от 2004 г. пази за една година вратата на немския U-17, като играе в 13 мача. Между 2005 и 2006 година пази също така за U-18. Вратар е по време на четири мача и за U-19 националния отбор и участва през 2007 на Световното първенство за U-19. Освен това е играл пет мача за U-20 и един мач за U-21 отбора на Германия.

## Успехи
Шалке 04
- Шампион на Германия за младежи U-19: 2005/06
- Носител на Суперкупата на Германия: 2011